# Geraldo Pereira de Matos Filho
Geraldo Pereira de Matos Filho (født 27. januar 1953) er en tidligere brasiliansk fodboldspiller og træner.